# Cicatripraonetha lumawigi
Cicatripraonetha lumawigi là một loài bọ cánh cứng trong họ Cerambycidae.